# Lotar Udo III
Lotar Udo III (ur. ok. 1070, zm. 2 czerwca 1106) – hrabia Stade, od 1087 margrabia Marchii Północnej.

## Życiorys
Lotar Udo III był drugim synem hrabiego Stade Lotara Udona II oraz Ody, córki hrabiego Werl Hermana III. Po bezpotomnej śmierci starszego brata Henryka I w 1087 odziedziczył hrabstwo Stade oraz Marchię Północną. Miał poślubić Eilikę, córkę księcia saskiego Magnusa Billunga, ale w drodze na zaręczyny poznał i zakochał się w Irmgardzie, córce hrabiego Plötzkau Dytryka (Eilika została później matką Albrechta Niedźwiedzia).
Przez długi czas należał do kręgu saskich możnych pozostających w opozycji wobec cesarza Henryka IV Salickiego. W 1100 odbył zwycięską wyprawę przeciwko Słowianom połabskim, podczas której zdobył ich twierdzę Brennę. W ostatnich latach życia skłócił się z innymi książętami saskimi i próbował zbliżyć się do cesarza.  Oddał klasztor Harsefeld benedyktynom i doprowadził do objęcia go bezpośrednią zwierzchnością papieską (uniezależniając go od arcybiskupów Bremy, z którymi Lotar Udo toczył liczne spory); tam też został pochowany.
Wobec małoletności jedynego syna Henryka, zarząd nad dziedzictwem Henryka przypadł jego młodszemu bratu Rudolfowi I.

## Rodzina
Z małżeństwa z Irmgardą z Plötzkau (zm. 1154) pochodziło czworo dzieci:
- Adelajda, żona margrabiego Miśni i Łużyc Henryka II Wettyna,
- Irmgarda, żona hrabiego Hennebergu i burgrabiego Würzburga Poppona V,
- córka nieznanego imienia,
- Henryk II, margrabia Marchii Północnej.